# اخرج (فلم)
اُخرُج (بالإنجليزية: Get Out) هو فيلم رعب أمريكي صدر عام 2017، من تأليف وإخراج جوردان بيل في عمله الإخراجي الأول. بطولة دانيل كالويا بدور كريس، شابٌ ذو أصولٍ أفريقية يزور عائلة صديقته البيضاء (أليسون ويليامز). برادلي ويتفورد وكاثرين كينر ظهرا بأدوار جانبية.
بدأ التصوير الرئيسي في فبراير 2016 في فيرهوب، ألاباما، ثم في أكاديمية بارتون ومنطقة أشلاند بليس التاريخية في موبيل (ألاباما). تم تصوير الفيلم بأكمله في 23 يومًا.
تم عرض الفيلم لأول مرة في مهرجان صاندانس السينمائي في 23 يناير 2017، وتم إصداره في الولايات المتحدة في 24 فبراير 2017 بواسطة يونيفرسال بيكشرز. نال الفيلم استحسان النقاد. حقّق أيضا نجاحًا تجاريًا هائلاً، حيث حقق 255 مليون دولار في جميع أنحاء العالم بميزانية قدرها 4.5 مليون دولار، مع أرباح صافية قدرها 124.8 مليون دولار، مما يجعله عاشر أكثر الأفلام ربحًا لعام 2017.
تم اختياره من قبل المجلس الوطني للمراجعة ومعهد الفيلم الأمريكي ومجلة تايم كواحد من أفضل عشرة أفلام لعام 2017. في حفل توزيع جوائز الأوسكار التسعون، تم ترشيح الفيلم لأربع جوائز، بما في ذلك جائزة أفضل فيلم. فاز جوردان بيل بجائزة الأوسكار لأفضل سيناريو أصلي. حصل أيضًا على خمسة ترشيحات في جائزة اختيار النقاد للأفلام الثالث والعشرين، واثنان في حفل توزيع جوائز الغولدن غلوب الخامس والسبعون، واثنان في حفل توزيع جوائز الأكاديمية البريطانية للأفلام الـ 71. وقد تم عرضه في قوائم متعددة لأفضل أفلام العقد الأول من القرن الحادي والعشرين.

## القصة
تدور قصه الفيلم حول شاب أفريقي الأصل ذو بشرة سوداء يُدعى كريس واشنطن يعمل كمصور فوتوغرافي، تطلب منه صديقته روز أرميتاج أن يذهب معها في العطلة لزيارة والديها ولتعرفهما به، كان ذلك أعقاب حادثة غريبة قد وقعت لرجل يدعى آندري يتعرض لهجوم من قبل شخص غامض يقوم باختطافه، وكان كريس خائف من الذهاب حيث لا يعلم والديها أنه من أصل أفريقي، ولكن روز تؤكد له أن والديها منفتحين ومتحررين وسيسعدان بوجوده في حياة ابنتهم، ويذهبان معًا إلى المناطق الريفية حيث يعيش والداها ويقابلاه بالترحاب، بل ويؤكدان له أنه انتخبوا أوباما مرتين وعلى استعدادا لانتخابه مره ثالثة. خلال زيارة كريس لعائلة روز يلاحظ أمورًا تثير مخاوفه، ويشعر كريس بالغرابة لدى مقابلته الخادمين عند عائله روز فهم من ذوي البشرة السوداء، هذا بدون ذكر ابتساماتهم المصطنعة وأسلوبهم الراقي في الكلام بشكل مبالغ مما يجعله يشك في أمرهم، ويرى كريس العديد من التصرفات المريبة التي تحدث حوله والتي تجعله يشعر بالريبة والقلق فيلجأ لصديقه، الذي بدوره يحقق بالموضوع ليخبره بعد ذلك عن اختفاء مجموعه من السود في ظروف غامضة حول هذه المنطقة لتزداد الأمور تعقيدًا. وفي إحدى الأيام تفاجأ كريس بوصول عائله روز بأكملها لاحتفالهم السنوي وحضور عدد من الضيوف، وكانوا يبدون اهتمامًا غريبًا حول كريس ليواجه كريس العديد من التحديات والمخاوف، التي تراوده بينما هو في منزل روز، فعند قيامه بتصوير أحد الضيوف ومع ضوء فلاش الكاميرا صرخ الضيف وطرد كريس، وفورًا قدم والد روز أعذارًا ليهدئ من روع كريس، وعند إصرار كريس على الرحيل تفاجأ بأمور لم يصدقها عندما أرسل صورة الضيف لصديقه الذي أعلمه بأن هذا هو الشخص الذي اختفى منذ شهر، وبعد ذلك يقرر كريس الذهاب وترك منزل روز وخلال حزمه للحقائب يجد صندوق صغير فيه العديد من الصور لأشخاص قد قامت العائلة بتعذيبهم، فيبدأ كريس بالخوف أكثر وخلال خروجه مع روز تتفاقم الأحداث لتكون روز متواطئة مع عائلتها بأذيّته..

## طاقم التمثيل
- دانييل كالويا بدور كريس واشنطن
- أليسون ويليامز بدور روز أرميتاج
- كاثرين كينر بدور ميسي أرميتاج
- برادلي ويتفورد بدور دين أرميتاج
- كيليب جونز بدور جيرمي أرميتاج
- لاكيث ستاينفيلد بدور لوغان كينج
- اريكا الكسندر بدور المحققة لاتويا

## الإنتاج
غيت آوت (أخرج)،  هو أول فيلم روائي طويل للكوميدي جوردان بيل، الذي كتب السيناريو وشارك أيضا في إنتاجه. يعتقد جوردان أن الرعب والكوميديا نوعين متشابهين في الكثير من الأمور، وأعطته الكوميديا «نوعا من التدريب » من أجل الفيلم.
أسندت أدوار الممثلين الرئيسين إلى دانييل كالويا وأليسون ويليامز في نوفمبر 2015. وبقية طاقم التمثيل تم اختيارهم ما بين ديسمبر 2015 وفبراير 2016. بدأ التصوير في 16 فبراير 2016، وصور في بلدة فيرهوب، ألاباما لمدة ثلاث أسابيع متبوعا بتصوير لقطات في موبيل، ألاباما.
خَطط جوردان لتصوير نهاية بديلة لأحداث الفيلم، تتمحور حول القبض على كريس، وزجه بالسجن. لكن أحداث إطلاق الشرطة النار على أشخاص من أصول أفريقية، وتزمّت الأوضاع في تلك الفترة، جعلته يقرر تصوير نهاية سعيدة.

## الاستقبال
حقق الفيلم أرباحا قدرها 175.5$ مليون، في الولايات المتحدة وكندا لتصل إيراداته العالمية إلى 254 مليون دولار، مع ميزانية لم تتعدى 5 ملايين دولار.
في أمريكا الشمالية، صدر الفيلم في 24 فبراير عام 2017، بنفس وقت صدور كولايد وروك دوغ. وكان من المتوقع أن تصل أرباحه إلى $20–25 مليون خلال افتتاحه في 2,773 دار عرض في عطلة نهاية الأسبوع. أنهى أسبوعه الأول في المركز الأول في شباك التذاكر، وفي الأسبوع الثاني وصل للمركز الثاني خلف الإصدار الجديد لوغان (فيلم)، وفي الأسبوع التالي انتهى في المركز الثالث بعد وصول كونغ: جزيرة الجمجمة.

### ردود النقاد
يملك الفيلم على موقع الطماطم الفاسدة تقييم عالي بنسبة 99% بناء على 294 مراجعة مع متوسط تقييم 8.3 من 10. وحصل على الترتيب الأول في قائمة أفضل أفلام 2017 من نفس الموقع. الفيلم هو واحد من بين 10 أفلام (توجد ستة أفلام أخرى) تملك تقييم 99% أو تقييم 100% (توجد ثلاث أفلام أخرى) بعد 100 مراجعة، وقد كان الفيلم يملك تقييم 100% بعد 139 مراجعة مسجلة. ويملك الفيلم على موقع ميتاكريتيك تقييم 84 من 100 بناء على 48 مراجعة أي أنه حصل حسب نظام تقييمات الموقع على «إشادة عالمية». وفي استطلاع رأي أجراه موقع سينماسكور حصل الفيلم على تقييم -A.

## الجوائز والترشيحات
في حفل توزيع حفل توزيع جوائز الأوسكار التسعون، حصل الفيلم على أربعة ترشيحات: أفضل فيلم، وأفضل مخرج، وأفضل سيناريو أصلي، وأفضل ممثل لدانييل كالويا.
في حفل توزيع جوائز الغولدن غلوب الخامس والسبعون، تلقى الفيلم ترشيحين: جائزة غولدن غلوب لأفضل فيلم - موسيقي أو كوميدي وجائزة غولدن غلوب لأفضل ممثل - فيلم موسيقي أو كوميدي لدانييل كالويا. أثار التقديم في فئة الكوميديا الجدل حول مقدمة الفيلم. على الرغم من الإعلان عنه على أنه «فيلم رعب ساخر»، إلا أن شركة يونيفرسال بيكشرز قدمته ككوميديا بسبب قلة المنافسة في هذه الفئة، مما أعطى الفيلم فرصة أكبر للحصول على الجوائز.
حصل الفيلم أيضًا على ترشيحات في حفل توزيع جائزة نقابة ممثلي الشاشة الـ24، وجوائز الجمعية الوطنية للنهوض بالملونين التاسع والأربعين، والنسخة 23 من جائزة اختيار النقاد للأفلام. فاز أيضا بجائزة أفضل فيلم أجنبي في حفل توزيع جوائز السينما المستقلة البريطانية.
في حفل توزيع جوائز الروح المستقلة الثالث والثلاثين في 3 مارس 2018، فاز جوردان بيل بجائزة أفضل مخرج، وفاز الفيلم بجائزة أفضل فيلم.

## وصلات خارجية
- الموقع الرسمي
- مقالات تستعمل روابط فنية بلا صلة مع ويكي بيانات